# Thomas Corwin
Thomas Corwin (29 juillet 1794 - 18 décembre 1865), également connu sous le nom de Tom Corwin, The Wagon Boy et Black Tom, est un homme politique de l’État de l’Ohio. Il a représenté l’Ohio dans les deux chambres du Congrès des États-Unis et a été le 15e gouverneur de l’Ohio et le 20e secrétaire du Trésor. Après s’être affilié au Parti whig, il rejoint le Parti républicain dans les années 1850. Corwin est surtout connu pour son parrainage de l’amendement Corwin (en), qui a été présenté dans une tentative infructueuse d’éviter la guerre civile américaine.

## Biographie
Corwin est né dans le comté de Bourbon dans le Kentucky, mais il grandit à Lebanon. Après avoir servi comme garçon de chariot pendant la guerre de 1812, il ouvre un cabinet d’avocat à Lebanon. Il devient procureur et est élu à la Chambre des représentants de l'Ohio. Il sert à la Chambre des représentants des États-Unis de 1830 à 1840, démissionnant du Congrès pour prendre ses fonctions de gouverneur de l'Ohio. Il est battu pour sa réélection en 1842 mais est élu par la législature de l’État au Sénat des États-Unis en 1844. En tant que sénateur, il devient un opposant de premier plan à la guerre américano-mexicaine. Il démissionne du Sénat pour devenir secrétaire au Trésor sous la présidence de Millard Fillmore.
Corwin retourne à la Chambre des représentants des États-Unis en 1859. Il dirige les efforts de la Chambre des représentants pour mettre fin à la crise sécessionniste qui a surgi à la suite des élections de 1860. Corwin parraine un amendement (en) constitutionnel qui interdirait au gouvernement fédéral de légiférer sur l’esclavage, même par d’autres amendements constitutionnels. Bien que plusieurs États aient ratifié l’amendement, il n’empêche pas le déclenchement de la guerre civile. Corwin démissionne du Congrès en mars 1861 pour devenir ambassadeur des États-Unis au Mexique. Il occupe ce poste jusqu’en 1864 et meurt l’année suivante, le 18 décembre 1865.

### Source
- (en) Cet article est partiellement ou en totalité issu de l’article de Wikipédia en anglais intitulé « Thomas Corwin » (voir la liste des auteurs).